# Campeonato Mundial de Atletismo Sub-20 de 2022 - Salto com vara masculino
A prova do salto com vara masculino do Campeonato Mundial de Atletismo Sub-20 de 2022 ocorreu  entre os dias 2 a 4 de agosto de 2022 no Estádio Olímpico Pascual Guerrero, em Cali, na Colômbia.

## Recordes
Antes desta competição, os recordes mundiais e do campeonato nesta prova eram os seguintes:
|       | Nome             | Nacionalidade | Altura | Local   | Data                 |
| ----- | ---------------- | ------------- | ------ | ------- | -------------------- |
| WU20R | Armand Duplantis | Suécia        | 6.05 m | Berlim  | 12 de agosto de 2018 |
| CR    | Armand Duplantis | Suécia        | 5.82 m | Tampere | 14 de julho de 2018  |
| WU20L | Anthony Ammirati | França        | 5.70 m | Caen    | 26 de junho de 2022  |

## Medalhistas
| Ouro                   | Prata               | Bronze               |
| Anthony Ammirati (FRA) | Juho Alasaari (FIN) | Michał Gawenda (POL) |

## Cronograma
Todos os horários são locais (UTC-5).
| Data        | Hora  | Evento       |
| ----------- | ----- | ------------ |
| 2 de agosto | 06:00 | Qualificação |
| 4 de agosto | 12:05 | Final        |

## Resultados

### Qualificação
Qualificação: 5,35 m (Q) ou pelo menos melhor 12 qualificado (q).
| Posição | Grupo | Atleta                     | Nacionalidade  | 4.60 | 4.75 | 4.90 | 5.05 | 5.20 | Resultado | Notas |
| ------- | ----- | -------------------------- | -------------- | ---- | ---- | ---- | ---- | ---- | --------- | ----- |
| 1       | A     | Ander Martinez de Rituerto | Espanha        | –    | –    | o    | o    | o    | 5.20      | q,    |
| 1       | B     | Anthony Ammirati           | França         | –    | –    | –    | –    | o    | 5.20      | q     |
| 1       | B     | Austin Ramos               | Equador        | –    | o    | o    | o    | o    | 5.20      | q     |
| 1       | A     | Garrett Brown              | Estados Unidos | –    | o    | o    | o    | o    | 5.20      | q     |
| 1       | A     | Juho Alasaari              | Finlândia      | –    | –    | –    | o    | o    | 5.20      | q     |
| 6       | B     | Atsushi Haraguchi          | Japão          | –    | –    | –    | xo   | o    | 5.20      | q     |
| 7       | B     | Michał Gawenda             | Polónia        | –    | –    | –    | o    | xxo  | 5.20      | q     |
| 8       | B     | Marec Metzger              | Alemanha       | –    | o    | o    | xo   | xxo  | 5.20      | q     |
| 9       | A     | Till Marburger             | Alemanha       | –    | o    | xo   | o    | xxx  | 5.05      | q     |
| 9       | B     | Justin Rogers              | Estados Unidos | –    | o    | xo   | o    | xxx  | 5.05      | q     |
| 11      | A     | Sloan Petiphar             | França         | –    | –    | –    | xo   | xxx  | 5.05      | q     |
| 12      | A     | József Bánovics            | Hungria        | o    | o    | xo   | xxo  | xxx  | 5.05      | q     |
| 12      | A     | József Bánovics            | Hungria        | o    | o    | xo   | xxo  | xxx  | 5.05      | q     |
| 12      | B     | Pierre Straet              | Bélgica        | xo   | o    | o    | xxo  | xxx  | 5.05      | q     |
| 14      | B     | Juan Luis Bravo Recio      | Espanha        | o    | xxo  | o    | xxo  | xxx  | 5.05      |       |
| 15      | A     | Lazarus Benjamin           | Grã-Bretanha   | –    | –    | o    | xxx  |      | 4.90      |       |
| 15      | A     | Simone Bertelli            | Itália         | –    | –    | o    | xxx  |      | 4.90      |       |
| 15      | A     | Tsubasa Mizutani           | Japão          | –    | –    | o    | xxx  |      | 4.90      |       |
| 18      | B     | Liam Georgilopoulos        | Austrália      | –    | xo   | o    | xxx  |      | 4.90      |       |
| 19      | A     | Alexander Auer             | Áustria        | –    | o    | xxx  |      |      | 4.75      |       |
| 19      | B     | Josué Daniel García        | México         | –    | o    | xxx  |      |      | 4.75      |       |
| 20      | B     | Federico Bonanni           | Itália         | –    | xxx  |      |      |      | NM        |       |
| 20      | B     | Miguel Ángel Cervantes     | Colômbia       | xxx  |      |      |      |      | NM        |       |
| 20      | A     | Philip Andreas Kubon       | Noruega        | –    | xxx  |      |      |      | NM        |       |
| 20      | B     | William Asker              | Suécia         | –    | xxx  |      |      |      | NM        |       |
| 25      | A     | Ricardo David Montes       | Venezuela      | DNS  | DNS  | DNS  | DNS  | DNS  | DNS       | DNS   |

### Final
A prova final foi realizada no dia 4 de agosto às 12:05. 
| Posição           | Atleta                     | Nacionalidade  | 4.90 | 5.05 | 5.15 | 5.25 | 5.35 | 5.40 | 5.45 | 5.50 | 5.55 | 5.60 | 5.65 | 5.70 | 5.75 | 5.83 | Resultado | Notas           |
| ----------------- | -------------------------- | -------------- | ---- | ---- | ---- | ---- | ---- | ---- | ---- | ---- | ---- | ---- | ---- | ---- | ---- | ---- | --------- | --------------- |
| Medalha de ouro   | Anthony Ammirati           | França         | –    | –    | –    | –    | o    | –    | o    | –    | o    | –    | o    | x–   | o    | xxx  | 5.75      | WU20L           |
| Medalha de prata  | Juho Alasaari              | Finlândia      | –    | –    | o    | –    | xo   | –    | –    | o    | –    | o    | x–   | xx   |      |      | 5.60      | NU20R           |
| Medalha de bronze | Michał Gawenda             | Polónia        | –    | o    | –    | o    | o    | x–   | o    | x–   | xx   |      |      |      |      |      | 5.45      | Recorde pessoal |
| 4                 | Garrett Brown              | Estados Unidos | o    | xo   | xo   | o    | xxx  |      |      |      |      |      |      |      |      |      | 5.25      |                 |
| 5                 | Ander Martinez de Rituerto | Espanha        | xo   | o    | o    | xo   | xx–  | x    |      |      |      |      |      |      |      |      | 5.25      | Recorde pessoal |
| 6                 | Till Marburger             | Alemanha       | xxo  | o    | o    | xxx  |      |      |      |      |      |      |      |      |      |      | 5.15      |                 |
| 7                 | Atsushi Haraguchi          | Japão          | –    | –    | xo   | –    | xxx  |      |      |      |      |      |      |      |      |      | 5.15      |                 |
| 8                 | Austin Ramos               | Equador        | xo   | o    | xo   | xxx  |      |      |      |      |      |      |      |      |      |      | 5.15      |                 |
| 9                 | Marec Metzger              | Alemanha       | o    | xxo  | xo   | xxx  |      |      |      |      |      |      |      |      |      |      | 5.15      |                 |
| 9                 | Justin Rogers              | Estados Unidos | o    | xxo  | xo   | xxx  |      |      |      |      |      |      |      |      |      |      | 5.15      |                 |
| 11                | József Bánovics            | Hungria        | xo   | xxo  | xxo  | xxx  |      |      |      |      |      |      |      |      |      |      | 5.15      | Recorde pessoal |
| 12                | Sloan Petiphar             | França         | –    | xxo  | –    | xxx  |      |      |      |      |      |      |      |      |      |      | 5.05      |                 |
| 13                | Pierre Straet              | Bélgica        | o    | xxx  |      |      |      |      |      |      |      |      |      |      |      |      | 4.90      |                 |

Legenda
| Recorde mundial       | Recorde mundial (World record)               |                       | Recorde africano                      | Recorde africano (African) |                                           | Q | Classificado por posição (Qualified) |
| Recorde do campeonato | Recorde do campeonato (Championship record)  | Recorde da América    | Recorde da América (Americas)         | q                          | Classificado por melhor tempo (Qualified) |   |                                      |
| Melhor marca do ano   | Melhor marca do ano (World leading)          | Recorde asiático      | Recorde asiático (Asian)              | DNS                        | Não largou (Did not start)                |   |                                      |
| Recorde nacional      | Recorde nacional (National record)           | Recorde europeu       | Recorde europeu (European)            | DNF                        | Não terminou (Did not finish)             |   |                                      |
| Recorde pessoal       | Recorde pessoal do atleta (Personal best)    | Recorde da Oceania    | Recorde da Oceania (Oceania)          | DSQ / DQ                   | Desclassificado (Disqualified)            |   |                                      |
| Recorde da temporada  | Recorde da temporada do atleta (Season best) | Recorde sul-americano | Recorde sul-americano (South America) | NM                         | Sem marca (No mark)                       |   |                                      |